# Aiube (profeta)
Aiube ou Aiubi (em árabe: أيوب‎, romanizado: Ayyūb) é considerado um profeta no islamismo e é mencionado no Alcorão, também é considerado o mesmo Jó da Bíblia Hebraica.
A história de Aiube (Jó) no Islã é paralela a a história da Bíblia Hebraica, embora a ênfase principal seja em Jó permanecer firme diante de Deus.
Não há menção das discussões de Jó com amigos no texto do Alcorão, mas a literatura muçulmana posterior afirma que Jó tinha irmãos, que discutiram com o homem sobre a causa de sua aflição. Alguns comentaristas muçulmanos também falaram de Jó como sendo o ancestral do Romanos.
A literatura islâmica também comenta sobre a época e o lugar do ministério profético de Jó, dizendo que ele veio depois de José na série profética e que ele pregou ao seu próprio povo, em vez de ser enviado a uma comunidade específica. A tradição ainda relata que Jó será o líder no céu do grupo da "aqueles que suportaram pacientemente".

## No Alcorão
Aiube (Jó) é mencionado pela primeira vez no Alcorão no seguinte verso:
Na verdade, nós revelamos a você, [ó Muhammad], como revelamos a Noé e aos profetas depois dele. E revelamos a Abraão, Ismael, Isaque, Jacó, os descendentes, Jesus, Jó, Jonas, Arão e Salomão, e a Davi Demos o livro [dos Salmos].
— Alcorão, sura 4 (An-Nisa), versículo 163:
O Alcorão descreve Jó como um servo justo de Allah, que foi afligido pelo sofrimento por um longo período de tempo. No entanto, afirma claramente que Jó nunca perdeu a fé em Deus e para sempre chamado a Deus em oração, pedindo-Lhe para remover sua aflição:
E Jó, clamou ao seu Senhor: "Realmente, a adversidade me tocou, e tu és o Misericordioso dos misericordiosos."
— Alcorão, sura 21 (Os profetas), versículo 83:
A narrativa prossegue afirmando que depois de muitos anos de sofrimento, Deus ordenou a Jó que "batesse com o pé!". 
Imediatamente, Jó atingiu o solo com o pé e Deus fez com que uma fonte de água fria jorrasse da Terra, da qual Jó poderia se reabastecer. O Alcorão afirma que foi então que Deus removeu sua dor e sofrimento e devolveu a família de Jó para ele, abençoou-o com muitas gerações de filhos e concedeu-lhe grande riqueza. Além das breves descrições da narrativa de Jó, o Alcorão menciona Jó duas vezes nas listas daqueles a quem Deus deu orientação especial, sabedoria e inspiração (IV: 163) e como um dos homens que receberam autoridade, o Livro e o dom de profecia (VI: 84).
Depois que Satanás desistiu de tentar afastar Jó do Senhor, Deus removeu a aflição de Jó e devolveu sua família a ele, dobrando-os em número. Ele devolveu a riqueza de Jó e cobriu-o de ouro. Depois que a esposa de Jó viu seu marido restaurado à prosperidade e saúde, ela orou graças a Deus, mas depois se preocupou com o juramento que seu marido havia feito antes, no qual ele havia prometido bater nela com cem golpes. Jó também ficou profundamente triste com o juramento que havia feito, em meio ao seu sofrimento. Deus, no entanto, enviou um revelação a Jó, que lhe disse para não bater na esposa, mas gentilmente bater nela com um feixe de grama macia.